# So Far Away (Dire Straits)
"So Far Away" is een nummer van de Engelse rockband Dire Straits. Het verscheen voor het eerst op hun bestverkochte album Brothers in Arms uit 1985. Op 7 april van dat jaar werd het nummer op single uitgebracht.

## Achtergrond
De plaat werd een hit in Europa, Oceanië en de Verenigde  Staten. In thuisland het Verenigd Koninkrijk bereikte de plaat de 20e positie in de UK Singles Chart. In Ierland werd de 14e positie bereikt en in Australië de 22e.
In de Verenigde Staten werd het de vierde top-20 notering van Dire Straits in de Billboard Hot 100.

## Hitnoteringen

### Nederlandse Top 40
| Hitnotering: 27-04-1985 t/m 25-05-1985 | Hitnotering: 27-04-1985 t/m 25-05-1985 | Hitnotering: 27-04-1985 t/m 25-05-1985 | Hitnotering: 27-04-1985 t/m 25-05-1985 | Hitnotering: 27-04-1985 t/m 25-05-1985 | Hitnotering: 27-04-1985 t/m 25-05-1985 | Hitnotering: 27-04-1985 t/m 25-05-1985 |
| Week:                                  | 1                                      | 2                                      | 3                                      | 4                                      | 5                                      |                                        |
| -------------------------------------- | -------------------------------------- | -------------------------------------- | -------------------------------------- | -------------------------------------- | -------------------------------------- | -------------------------------------- |
| Positie:                               | 40                                     | 31                                     | 31                                     | 31                                     | 34                                     | uit                                    |

### Nationale Hitparade
| Hitnotering: 27-04-1985 t/m 01-06-1985 | Hitnotering: 27-04-1985 t/m 01-06-1985 | Hitnotering: 27-04-1985 t/m 01-06-1985 | Hitnotering: 27-04-1985 t/m 01-06-1985 | Hitnotering: 27-04-1985 t/m 01-06-1985 | Hitnotering: 27-04-1985 t/m 01-06-1985 | Hitnotering: 27-04-1985 t/m 01-06-1985 | Hitnotering: 27-04-1985 t/m 01-06-1985 |
| Week:                                  | 1                                      | 2                                      | 3                                      | 4                                      | 5                                      | 6                                      |                                        |
| -------------------------------------- | -------------------------------------- | -------------------------------------- | -------------------------------------- | -------------------------------------- | -------------------------------------- | -------------------------------------- | -------------------------------------- |
| Positie:                               | 43                                     | 27                                     | 23                                     | 30                                     | 31                                     | 45                                     | uit                                    |

### NPO Radio 2 Top 2000
| Nummer met noteringen in de NPO Radio 2 Top 2000 | '09  | '10  | '11  | '12  | '13  | '14  | '15  | '16  | '17  | '18 | '19  | '20  | '21  | '22  | '23  | '24  |
| ------------------------------------------------ | ---- | ---- | ---- | ---- | ---- | ---- | ---- | ---- | ---- | --- | ---- | ---- | ---- | ---- | ---- | ---- |
| So Far Away                                      | 1307 | 1294 | 1446 | 1307 | 1278 | 1381 | 1456 | 1519 | 1616 | 896 | 1210 | 1379 | 1350 | 1245 | 1330 | 1561 |

1. ↑  Een vetgedrukt getal geeft de hoogste notering aan.
2. ↑  2009 was het eerste jaar met een notering voor dit nummer.

Mark Knopfler · John Illsley
Guy Fletcher · Alan Clark · David Knopfler · Pick Withers · Hal Lindes · Terry Williams · Jack Sonni